# 陈志纯
陈志纯（1887年—1965年），谱名优垣，册名廷璧，又名松梵，湖北省蕲春县檀林镇桐山村陆基塆人。清末秀才，中国同盟会会员，辛亥革命志士。历任战时司令部总司令黄兴秘书兼执法官，湖北临时省议会议员，德安、宜昌、武昌地方检查厅厅长，黄冈、夏口检查厅检察官，司法部秘书，武昌市党部商民部长、省商民协会常委，中央革命军事裁判所检查委员兼湖北省审判豪绅委员会常委，湖北省党部常委、商民部长，汉阳县县长，湖北通志馆编纂。先后执教于北京法政学堂、武昌高等师范大学，湖北法科大学、湖北师范学院等。中華人民共和國建国后，任中共武汉市人民法院副院长，湖北省人民政府参事，武汉市佛教联合会副主任。

## 生平

### 治学时期
光绪二十年（1894年），陈志纯侍母居于蕲春县张家塝范家塆外祖父家。光绪二十二年（1896年）从族兄陈昆玉受读，毕《四子书》。次年，毕《诗经》，读书记至《商书》。秋从外祖父范秀坡读毕《书经》（时与柴晓泉订交）。光绪二十四年（1898年）从外祖读完《易经》，继读《春秋左氏传》至僖公。光绪二十五年（1899年）从叔父陈国琪读书于蒿公祠，读《左传》至襄公。光绪二十六年（1900年），时年十三，居母丧，在家试读《史记》、《通鉴》，撮抄汇编两册，此其治史学之始。光绪二十七年（1901年），从外祖父读毕《左传》，又读《国语》、《国策》。光绪二十八年（1902年），居外祖家读《周易》、《孝经》毕，再阅《通鉴辑览》，撮录成篇三册，此其治经世学之始。9月回家读书于蒿公祠，遍览家藏书籍，学作史论，得叔父举人陈国琪好评：“读书有识，出笔迥不由人，黄须儿竟大奇也”。光绪三十年（1904年），以院试第三名入州庠。光绪三十一年（l905年）至光绪三十二年（l906年），于张家榜范家塆塾学授徒，边教边学，两年研读经史累计五百余卷。光绪三十三年（l907年），谒访先祖同年杨守敬先生，闻目录之学。购《日知录》、《困学纪闻》、《文史通义》、《东塾读书记》等归来习之，始弃科名之学。

### 辛亥革命前后时期
光绪三十一年（l905年）始，湖北蕲州籍的中国同盟会会员陈乾、詹廷云、朱嘉蔚等奉孙中山之命，从日本接踵归来进行革命活动，蕲州的革命激进派黄侃、蔡汇东、詹大悲、查光佛也积极参予。这些人都是当时蕲州声势赫赫的英豪，他们回故乡闹革命，都得到亲友的同情和支持，时任蕲州劝学所总董的陈国琪（字晓儋，号筱丹）对革命者态度亲近，蕲州劝学所遂成为同盟会的庇护所，陈志纯受叔父陈国琪及同乡诸君子的影响，也成为革命的激进派。光绪三十四年（1908年），陈志纯以第一名考入湖北法政学堂。宣统三年（1911年）毕业后，以文章鼓吹革命，随即加入中国同盟会。时有叔父陈国琪门生詹大悲来一起同居起食，同事革命活动。同年夏，奉同盟会湖北支部派遣，查光佛、黄侃、陈志纯等先后回到蕲州，利用师生、同学和亲友的关系，秘密进行革命活动，发展同盟会员，筹措革命经费，准备武装起义。当时，带头变卖家产支持革命的有田桐、詹大悲、方觉慧、黄侃、查光佛、陈志纯、张焕华等10余人。8月武昌义师联络兴起，9月陈志纯入都督府负责办理外交文稿，10月参与武昌起義，随即任战时司令部总司令黄兴秘书兼执法官。12月调任江夏临时审判所民庭长。
1912年，南京臨時政府國民政府成立，被选为湖北临时省议会议员，兼充司法部秘书，5月任德安地方检查厅厅长。1913年1月，任宜昌地方检查厅厅长。1914年1月，任黄冈检查厅检察官，5月任夏口检查厅检察官。l915年1月，赴北京司法部任职，兼政法专门学堂教习（校长时象晋）。4月参加县知事考试列中等，5月分发四川省任用。11月任川东考查县政委员，先后赴酆都、云阳、石砫、忠县、万县、奉节等县考查县政。1918年国会改选参众两院，陈志纯均入初选，旋罗党祸，几不测，乃蛰居汉口日租界，继续为《大江报》撰文，同时读书四百余卷。

### 执教与从政交替时期
陈志纯一生勤学，且为人耿介，不肯随流，对当时政治现状极为不满，迫于生活计，1919年在武昌后街挂牌开办“陈廷璧律师事务所”。1920年，迁居菊湾观海堂杨惺吾（杨守敬）故居。杨宅遗书五千余卷，多史地著作，陈立志尽读，“日日五卷，误辄补之”。
1921年任武昌高等师范大学文牍（校长张春霆），日阅校藏之典，夜习杨宅之书。同年，应董必武之聘，兼任武汉、启黄两中学教员。陈与董早年相识，平时对董以大哥呼之，常追随左右。任教期间，积极参加马克思主义学习活动，和董必武、陈谭秋等以此为阵地传播新思想、新文化，培养新青年。孙中山组建国民党后，陈志纯经常参加武高附小的国民党左翼地下活动，当时与之交往的有钱介盘、任开国等共产党先烈。第一次国共合作时期，董必武以国民党革命派的面貌出现进行统一战线工作，陈志纯为国民党左派，为人正直，忧国忧民，与董必武情意相投，交往甚密，情谊日重。在董必武居武汉八路军办事处时，两友重逢，同计救国，陈志纯多方帮助党的工作。此后，与董老一直有书信往来，商讨国是，赠诗互勉。1964年，陈志纯到北京开会，被董必武接至中南海家中一叙，这是他们最后的一次会面。
1924年国民党改组，陈志纯与张董诸人，共密办鄂党务。1925年，任湖北法科大学教授，并读完杨守敬遗书。1926年11月，陈志纯任湖北政务委员会司法股长。l927年1月3日，经中国共产党发动，汉口人民举行大规模的游行示威，收回漢口英租界，陈志纯带领队伍，奋勇当先。国民政府北迁武昌后，陈志纯任武昌地方检查厅厅长（武昌法院首席检查官）兼国民政府司法部秘书，司法厅成立后，兼任第二、第三科科长，并被选为武昌市党部商民部长，省商民协会常委。3月任中央革命军事裁判所检查委员，6月兼任湖北省审判豪绅委员会常委及文官养成所党务训练班教官。7月，蒋汪合流，大肆屠杀共产党人，镇压工农运动，武昌监所囚满工农革命志士（831人）。陈志纯察看后，示之先将老弱妇孺及病者另册处理，并与外国教会医院和各慈善堂联系医治“病囚”，均由其交付立保，历七昼夜竣事，余“重囚”128人，经陈志纯审判3月未戳1人。这是陈志纯在白色恐怖中利用职权之便对共产党作出的大力帮助。期间，由于形势极端，陈志纯上下左右周旋，以至“日渐憔悴，发始白脱，上齿二枚亦有衰象”，可见其着手之难，工心之苦，克力之艰，办成之险，然当局责其软并与重斥。10月任湖北省党部商民部长。11月免去军事裁判及审判豪绅职。12月兼任省党部常委。时桂系新军阀胡宗铎、陶钧控制武汉后，继续捕杀共产党人和国民党左派。1928年1月，陈志纯赴南京呈报湖北省党部工作，遭桂系党人跟踪追捕，幸外出访友未归，同室所居者被误逮而去，因此只身潜游上海，巧遇广东人余恺湛，得以遍访曾履职武汉之政要，遂客居于沪，并召鄂籍亡命党人，办《双十》及《疾风》两月刊。5月起，游历浙江、北京、辽沈，12月返沪。
1929年5月返鄂，时遇邑人邓英(国民党新五师代理师长)，相谋实授，邓匄陈赴当局策划。陈志纯遂入北平周旋于何成濬（蒋介石总参议及北平行营主任）处，至9月事成，邓英遂以军法处长薪水寄之，驻北平为代表。1930年1月，回鄂任汉冶萍轮驳管理所所长。l932年4月，任湖北省建设厅秘书。8月，奉命回蕲春县“清乡”，其借国民党为缓和农民与地主的阶级矛盾而采取的“软化”政策，见机行事，办事公正，“处理得当，县人皆悦”，历时3月未戳1人。1933年，任湖北民政厅公安股长。因湖北警政多弊，陈即着手改革，实行“用人限资格，行考试，警款由省府给，警捐由营业税局征收，器械服装由省府统制”等措施，各警局长官，无利可弁，同时创立水上警察，亦行之有效。所以，陈志纯对革除湖北警政弊端着有贡献。
1935年7月，陈志纯任汉阳县县长。时值汉阳大涝，堤坝皆溃，全县尽水。陈巡视灾区，舟行人家屋上，夜闻野哭，心如刀绞。汉阳素称“难治”，豪吏狼狈为奸，征册不清，“大户多漏税，徒苦小民”。县府穷、田多废，而致政不能举，民失本业，陈志纯当机立断，决计施行“政本兼立”的执政方略，首先募赈、借款计三十余万元，督修各堤，于1936年5月告竣。其次，清丈田亩，从新造册，于1937年告成。三是对地方豪吏相互勾结而乱征乱收、欺压百姓者，予以痛惩。不到两年的时间，陈政绩昭然，岁亦大熟，被百姓誉为“青天”。然触犯地方豪吏，1937年5月，省府只得调回另用。
汉阳卸职后，陈志纯无心政治，决意读书。“七七事变”日軍侵华，抗战爆发。面对山河破碎，国难深重，其救国救民之心再次升起。是时，陈志纯经常出入武汉八路军办事处，与共产党人共商进退。武汉沦陷前，曾拟返回家乡蕲春组织抗日游击队，未果。1938年，陈志纯举家迁至湖北枝江妻兄家，出任荆南中学国文教员，并再读《说文》。后入恩施国立湖北师范学院历史系任教授。1939年，辑著《文字辑要》2卷、《说文释例要删》4卷。

### 自我半生总结
1941年9月，年近55岁的陈志纯给自己撰一小结：“自惟学识闳通，性行和淑，不如乃祖；光明耿介，不累于俗，不及乃父；学究天人，卓尔成家，数不如晓儋公（嗣父）。猥以袭先人余绪，又值世人不学，以文史见称时流，己自知其陋矣。幼遭凶闵，性少和平，自视过高，意气所激，不计利害。当官理事，有所建树，亦有所摧折，三仕三黜，再罗党狱，卒有天幸。遍历江河数千里，所至资用不匮，悉仗友生有急难能得人死力。观其所屈伸，即知吾长短之所在。”

### 新中国成立后
1950年5月，中央人民政府任命陈志纯为武汉市人民法院副院长。1951年2月，被选为武汉市人民检查院（署）检查委员会委员。l954年，调任湖北省人民政府参事室参事。先后当选政协湖北省第一届、第二届、第三届委员，武汉市各界人民代表会议协商委员会第一届委员会副秘书长、第二届人大代表。

## 佛教居士
陈志纯一生不仅专于经史致用之学，还对佛教研究精深，与罗灿、韩大载称为武汉佛教界“三老”。其一边教读，一边从政，一边惩恶扬善。
l927年“七一五”事变，武昌监所关押831人，多系工农革命志士，陈志纯分类解救，对所谓重囚128人，由其审判3月未戳1人。l934年，湖北大旱，蕲春县尤为严重，灾民食麻茎、观音土等艰难度日，陈志纯立即筹款，购买廉价麦粉、蚕豆等救济乡人。l935年至1937年任汉阳县县长期间，对欺压百姓之地主豪吏予以痛惩，深受平民百姓的拥戴。1950年“抗美援朝”开始，武汉市成立市、区两级抗美援朝宣传委员会，发动全民捐钱献物，作购买飞机大炮、充实志愿军装备和接济朝鲜难民之用，陈志纯积极响应，捐资500万元（旧币）。诸例多不尽述。
1945年，任汉口佛教居士林理监会副理事长，1950年至l955年，任武汉市佛教联合会副主任，并当选为湖北省佛教会第一、二届理事，曾以武汉佛教居士代表身份参加全国政协会议。

## 著作
主编《湖北通志·地理志》。陈志纯不仅精通法学，为湖北法界名人，还熟读经史、地理，尤对方志有所研究。1940年2月，任湖北通志馆编纂，主编地理志。以往编水道湖泊多以县为经而分述，非腹则漏，不便省览。陈志纯定例以江、汉两水为经，以注入各水为纬，所汇之湖泊隶于其下，并立水位、流率以及堤防等事，供水利建设之参考，实属创举。

## 家庭
- 高祖陈以瑚，蕲州庠生，清文林郎。
- 曾祖陈宝书，蕲州庠生，清文林郎。
- 祖父陈瑞林（琼甫），清朝举人，国史馆謄录，议叙知县，先后主讲于江西凤仪、浙江双峰、蕲州麟山等书院。
- 伯父陈国瓒，清朝副榜，资政院议员；父亲陈国曹，蕲州庠生；三叔陈国珩，国学生（早逝）；四叔陈国瑄，曾为《皖江日报》副编主笔；五叔（嗣父）陈国琪，清朝举人，清末蕲州劝学所首任总董（民国任所长），湖北存古学堂管课官兼史学讲师；六叔陈国瑃，业儒主家政。
- 子陈其谔，中国船舶工程技术专家，中国远洋运输总公司副总工程师、机务处处长。